# Tadeusz Przedecki
Tadeusz Przedecki (ur. 15 listopada 1928 w Dąbrowie Górniczej) – profesor doktor habilitowany inżynier, dziekan wydziału Budownictwa, Architektury i Inżynierii Środowiska Politechniki Łódzkiej (1975–1979).

## Życiorys
Podczas II wojny światowej, w latach 1942–1945, pracował urzędzie miejskim w wydziale mierniczym (Vermessungsamt). Po ukończeniu gimnazjum uczył się w liceum Państwowej Szkoły Budownictwa w Bytomiu. W 1949 uzyskał dyplom technika budowlanego. W tym samym roku zamieszkał w Łodzi, gdzie podjął pracę w Łódzkim Biurze Projektów Budownictwa Przemysłowego, gdzie z czasem został samodzielnym projektantem. Tam zaprojektował hale produkcyjne Fabryki Cewek Przędzalniczych, Fabrykę Maszyn Lniarskich w Kamiennej Górze, rozbudowę Kutnowskich Zakładów Farmaceutycznych, silosy prażalni rud w Sabinowie koło Częstochowy, wytwórnię żużlobloków w Warszawie, Krakowie i przy Hucie Częstochowa. W latach 1950–1954 studiował w Wieczorowej Szkole Inżynierskiej, którą ukończył broniąc dyplom inżynierski, w ramach którego stworzył projekt ramowy rozbudowy stacji „Trafo” w Janowie z suwnicą 75 t i wyciągiem 125 t.
W 1960 ukończył studia magisterskie na Wydziale Budownictwa Lądowego Politechniki Łódzkiej, a także odbył dwusemestralne studia podyplomowe na AGH, dotyczące stosowania metod izotopowych w technice. W latach 1962–1967 napisał pracę doktorską obronioną na Politechnice Gdańskiej styczniu 1968.
W 1970 został kierownikiem Zespołu Geotechniki w Instytucie Inżynierii Komunalnej. W 1971 został powołany na stanowisko docenta. W latach 1971–1975 był prodziekanem, a w latach 1975–1979 dziekanem Wydziału Budownictwa Architektury i Inżynierii Środowiska PŁ. W 1973 odbył staż na Uniwersytecie Strathclyde. W 1982 został dyrektorem Instytutu Inżynierii Lądowej i Sanitarnej, a w 1990 na kierownikiem Katedry Geotechniki i Budowli Inżynierskich. W 1994 przeszedł na emeryturę.
Od 1972 jest członkiem Sekcji Mechaniki Gruntów i Fundamentowania Komitetu Inżynierii Lądowej i Wodnej Polskiej Akademii Nauk (PAN). Jest członkiem Oddziału Polskiego Komitetu Geotechniki (PKG) w Łodzi. W 1982 zainicjował powstanie Akademickiej Spółdzielni Mieszkaniowej, której jest członkiem zarządu. Jest autorem kilkudziesięciu opracowań naukowo-technicznych związanych z fundamentowaniem obiektów, współautorem podręcznika „Mechanika gruntów” i autorem około 50 artykułów naukowych.

### Odznaczenia
- Srebrny Krzyż Zasługi (1956),
- Złoty Krzyż Zasługi,
- Medal Komisji Edukacji Narodowej,
- Złota Odznaka Polskiego Związku Inżynierów i Techników Budowlanych,
- Brązowa Górska Odznaka Turystyczna PTTK,
- Srebrna Górska Odznaka Turystyczna PTTK,
- Złota Górska Odznaka Turystyczna PTTK[1].